# Gelang (Keling)
Gelang is een bestuurslaag in het regentschap Jepara van de provincie Midden-Java, Indonesië. Gelang telt 2324 inwoners (volkstelling 2010).